# Марина Тадић
Марина Тадић (Ваљево, 29. јун 1983) српска је поп фолк певачица.
Музиком и глумачком уметношћу се бави од детињства, била је члан школске драмске наставе и глумила у школским представама. Дипломирала је на Факултету спорта и физичког васпитања у Новом Саду; док је студирала, била је инструкторка у школи пливања. Водила је радио емисију, а викендом је продавала слике у фото радњи. Познавала је многе музичаре из Ваљева и почела је да наступа са њима.
Први албум објавила је у децембру 2008. године, са песмама Још сам она стара, Љуби, љуби и Ниси био ту. Године 2010. издала је сингл Било нам је мега, мега, а наредне године промовисала је још један сингл, Диско девојка, са музичким спотом. Други албум под називом Бол за бол објавила је 2012. године, а трећи под називом У загрљају твом, 2016. године.

## Дискографија

### Албуми
- Ниси био ту (2008)
- Бол за бол (2012)
- У загрљају твом (2016)

### Видеографија
| Спот                   | Година | Режисер         |
| ---------------------- | ------ | --------------- |
| Још сам она стара      | 2008   | Ведад Јашаревић |
| Ниси био ту            | 2009   | AL HAMED        |
| Било нам је мега, мега | 2010   | AL HAMED        |
| Љуби, љуби             | 2010   | Ведад Јашаревић |
| Диско девојка          | 2011   | Ведад Јашаревић |
| Отрове                 | 2012   |                 |
| Мој лепи скоте         | 2012   |                 |
| Бол за бол             | 2013   | Ведад Јашаревић |
| Заборави               | 2014   |                 |
| Нови живот             | 2015   | Андреј Илић     |
| Где то има             | 2016   | Милош Надаждин  |
| Нема силе              | 2016   | E Digital       |
| Убица                  | 2017   | Ведад Јашаревић |
| Чујем                  | 2018   | Ведад Јашаревић |
| Сама                   | 2018   | Ведад Јашаревић |
| На вискију             | 2019   | Ведад Јашаревић |
| Срећан ти пут          | 2022   | Станислав Закић |
| Да'л те радује         | 2024   | Ведад Јашаревић |
| Откажи лет             | 2024   | Ведад Јашаревић |
| Рођендан               | 2024   | Ведад Јашаревић |
| Знам да ћутим          | 2024   | Ведад Јашаревић |
| Капетан душе           | 2024   | Ведад Јашаревић |